# Abacoproeces saltuum
Espèce
Synonymes
- Erigone saltuum L. Koch, 1872

Abacoproeces saltuum est une espèce d'araignées aranéomorphes de la famille des Linyphiidae.

## Distribution
Cette espèce se rencontre en Europe et dans le Sud de la Sibérie.

## Description
Les mâles mesurent de 1,8 à 2,3 mm et les femelles de 2,2 à 2,8 mm.

## Systématique et taxinomie
Cette espèce a été décrite sous le protonyme Erigone saltuum par L. Koch en 1872. Elle est placée dans le genre Abacoproeces par Simon en 1884.

## Publication originale
- L. Koch, 1872 : « Beitrag zur Kenntniss der Arachnidenfauna Tirols. Zweite Abhandlung. » Zeitschrift des Ferdinandeums für Tirol und Volarberg, sér. 3, vol. 17, p. 239-328.